# António Mega Ferreira

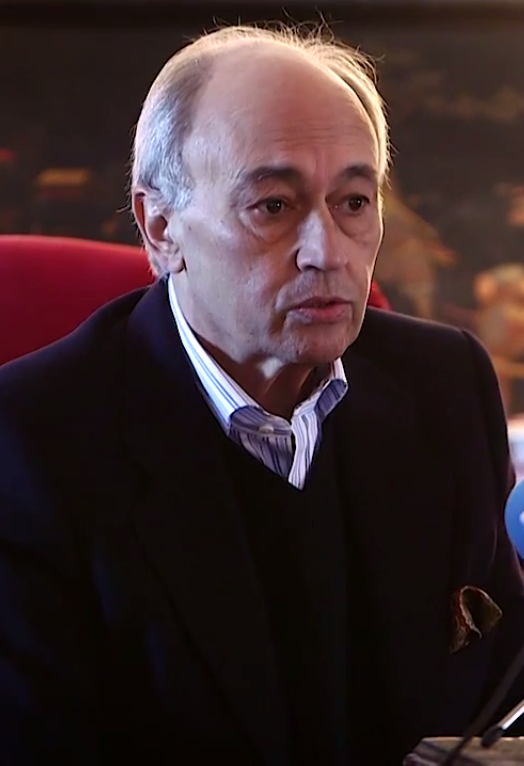
António Mega Ferreira (2016)

António Taurino Mega Ferreira (* 25. März 1949 in Lissabon, Portugal; † 26. Dezember 2022 ebendort) war ein portugiesischer Schriftsteller, Jurist, Kommunikationswissenschaftler, Journalist, Kulturfunktionär. Er war Chef der Expo 98 und als Lyriker, Romancier und Essayist tätig. Auch Nachrichtensprecher, Redakteur und Zeitschriftengründer gehörte zu seinem Tätigkeitsfeld.

## Leben und Wirken
Mega Ferreira stammte aus dem Lissaboner Stadtteil Mouraria, wo er auch geboren wurde und aufwuchs. Er besuchte in Lissabon das Liceu Pedro Nunes, wo er auch sein Abitur machte und studierte an der Universität Lissabon Rechtswissenschaften sowie in Manchester Kommunikationswissenschaften. Seine Karriere begann er als Journalist bei „Comercio de Funchal“ 1968, für die er bis 1975 tätig war. Aus dem Studentenjob entwickelte sich eine Leidenschaft zur Journalistik, der er zeitlebens treu geblieben ist. Es folgten journalistische Tätigkeiten für Journal Novo, Expresso, ANOP und das portugiesische Fernsehen, für das er zunächst als Chefredakteur der Sendung „2 Grao“ tätig war, später bei der Nachrichtensendung „Informaoçes 2“ bei RTP als Nachrichtensprecher. Es folgte dann eine Tätigkeit als Redakteur bei O Jornal, als Chefredakteur Jornal das Letras, dann gründete er die Zeitschrift „Ler“ (Lesen). Später war er auch noch als Gründer der Zeitschrift „Oceanos“ (vergleichbar mit dem deutschen Magazin „Mare“) tätig. Er wurde anschließend Mitglied der Kommission für die Entdeckungen „Commissão dos Decobrimentos“, die die legendäre Reise von Bartolomeu Dias zum 500. Jubiläum 1988 organisierte.
António Mega Ferreira war es, der die Idee hatte, in Portugal eine Weltausstellung (EXPO) auszurichten. Er war der Chef und offizielle Kommissar der Portugiesischen Republik für die EXPO 1998, der als Vorstandsvorsitzender einer Gesellschaft von 1999 bis 2002 der Nachfolgeorganisation vorstand.
Als offizieller Beauftragter der portugiesischen Regierung war er an der Eröffnung der Frankfurter Buchmesse 1997 beteiligt, deren Gastland Portugal in dem Jahr war.
Ab 1984 war er auch als Schriftsteller tätig. Seine Gattungen umfassen Lyrik, Essays und Romane vielfältigster Form. Ein Werk wurde ins Italienische übersetzt. Seine Erzählung „Amigos como Dantes“ wurde 2005 von Regisseur Mário Barroso verfilmt.
Parallel zu seiner schriftstellerischen Tätigkeit begann er 1986 wieder als Journalist zu arbeiten und war für diverse Zeitungen und Zeitschriften als Gastautor, Kolumnist und Autor tätig, so für Diário de Notícias, O Independente, Expresso, Diário Económico, Público, Visão, Egoista.
Antonio Mega Ferreira starb am 26. Dezember 2022 im Alter von 73 Jahren in Lissabon. Sein Tod wurde auf der Homepage des Präsidenten Portugals, Marcelo Rebelo de Sousa, bekanntgegeben, der Mega Ferreira aus Studientagen kannte und ein guter Freund war. Auch Premierminister Antonio Costa und Kulturminister Pedro Adão e Silva äußerten sich zum Tod des Schriftstellers und Intellektuellen.

## Werke (Auswahl)
- Graca Morais-Linhas da terra, Essays, 1984.
- O heliventilador de Resende, Roman, 1985.
- Fernando Pessoa, o comercio e a publicidade, Essays, 1985.
- As caixas chinesas, Roman, 1988.
- As palavras dificeis, Roman, 1991.
- os principios do fim, Lyrik, 1992.
- Os nomes de Europas, Essays, 1994.
- A borboleta de Nabokov, Chronik, 2000.
- A expressao dos afeitas, Roman, 2001.
- Roma-Exercitcios de reconhemiento, Stadtporträt/Reisebuch, 2010.
- Cartas de Casanova-Lisboa 1757, Roman, 2012.